# International Standard Industrial Classification of All Economic Activities
International Standard Industrial Classification of All Economic Activities (ISIC) is de door de Verenigde Naties ontworpen classificatie van economische activiteiten. Het geheel van de economische activiteit is hierbij onderverdeeld in 17 groepen (sections), die met een hoofdletter zijn aangegeven. Parallel daaraan loopt een indeling in 99 subgroepen (divisions), die met twee cijfers zijn aangegeven. Zo komt groep A overeen met subgroepen 01 t/m 03, groep B met subgroepen 05 t/m 09, groep C met subgroepen 10 t/m 33, enzovoort. Elke subgroep kan weer verder worden onderverdeeld, waartoe nog vier cijfers ter beschikking staan. Een indeling van drie cijfers wordt een group, een van vier cijfers diep wordt een class genoemd.

## Hoofdindeling
- A - Agriculture, hunting and forestry (landbouw, jacht en bosbouw)
- B - Fishing (visserij en aquacultuur)
- C - Mining and quarrying (mijnbouw)
- D - Manufacturing (industrie)
- E - Electricity, gas and water supply (nutsbedrijven)
- F - Construction (bouw)
- G - Wholesale and retail trade; repair of motor vehicles, motorcycles and personal and household goods (groothandel, detailhandel en reparatiebedrijven)
- H - Hotels and restaurants (horeca)
- I - Transport, storage and communications (verkeer, opslag en communicatiebedrijven)
- J - Financial intermediation (bankwezen)
- K - Real estate, renting and business activities (makelaardij)
- L - Public administration (overheid, leger en sociale verzekeringen)
- M - Education (onderwijs)
- N - Health and social work (gezondheidszorg en sociaal werk)
- O - Other community, social and personal service activities (andere maatschappelijke, sociale en persoonlijke dienstverlening)
- P - Private households with employed persons (privéhuishoudens met personeel)
- Q - Extra-territorial organizations and bodies

## Voorbeeld van een onderverdeling
- A - Agriculture, hunting and forestry (landbouw, jacht en bosbouw)
  - 01 - Crop and animal production, hunting and related service activities (landbouw, veeteelt, jacht en hieraan verwante dienstverlening.
    - 011 - Growing of non-perennial crops (teelt van eenjarige gewassen)
      - 0111 - Growing of cereals (exept rice), leguminous crops and oil seeds (teelt van granen, peulvruchten en oliezaden).